# Jan Weyssenhoff (fizyk)
Jan Wirgiliusz Weyssenhoff (ur. 27 listopada 1889 w Warszawie, zm. 11 sierpnia 1972 w Krakowie) – polski fizyk i sportowiec, profesor Uniwersytetu Wileńskiego, Jagiellońskiego i Politechniki Lwowskiej, członek PAU, od 1958 członek korespondent, od 1966 członek rzeczywisty Polskiej Akademii Nauk, autor prac z dziedziny podstaw teorii względności, mechaniki kwantowej oraz statystyki fizycznej; działacz sportowy Cracovii, Wisły Kraków i PZPN.

## Kariera naukowa
Urodził się 27 listopada 1889 w Warszawie jako syn pisarza Józefa Weyssenhoffa. Uczęszczał do  c. k. II Wyższej Szkoły Realnej w Krakowie, w której w czerwcu 1907 zdał egzamin dojrzałości z odznaczeniem. Od 1907 r. słuchacz nadzwyczajny matematyki i fizyki na Uniwersytecie Jagiellońskim. W czasie studiów złożył egzamin dojrzałości w zakresie ówczesnego gimnazjum, przez co uzyskał pełne prawa studenckie. Słuchał wykładów matematyki prowadzonych przez profesorów Stanisława Zarembę i Kazimierza Żórawskiego oraz wykładów fizyki profesorów Augusta Witkowskiego i Władysława Natansona. W 1911 rozpoczął pracę naukową w dziedzinie fizyki doświadczalnej pod kierunkiem profesora Witkowskiego i docenta Konstantego Zakrzewskiego, interesując się zjawiskiem Halla w cienkich warstwach selenu. Po śmierci profesora Witkowskiego rozpoczął przewód doktorski w zakresie przewodnictwa cieplnego wody (fizyka doświadczalna).
Pracę naukową przerwał Weyssenhoffowi wybuch I wojny światowej, który zastał go w Szwajcarii. Tam kontynuował studia na uniwersytecie w Zurychu. W 1916 r. otrzymał stopień doktora na podstawie pracy teoretycznej pt. Zastosowania teorii kwantów do obracających się tworów i teoria paramagnetyzmu. Po uzyskaniu stopnia doktora pracował do 1919 r. w Zurychu jako fizyk doświadczalny, najpierw w uniwersytecie w charakterze zastępcy asystenta u profesora Edgara Meyera, a następnie jako asystent profesora Augusta Piccarda i docenta Johanna Brentano w Eidgenossische Technische Hochschule (ETHZ) w Zurychu. W tym czasie Weyssenhoff wykonał pod kierunkiem profesora Meyera jedyną swą pracę doświadczalną na temat odbicia molekuł rtęci od złota w niskich temperaturach. W Zurychu Weyssenhoff zetknął się też dwukrotnie z Albertem Einsteinem. Pracując jako fizyk doświadczalny w Zurychu, Weyssenhoff zajmował się również czynnie fizyką teoretyczną.
Jesienią 1919 r. Weyssenhoff wrócił do kraju i objął obowiązki asystenta fizyki doświadczalnej przy Zakładzie Fizyki Uniwersytetu Jagiellońskiego u profesora Konstantego Zakrzewskiego. Badał wówczas zakres stosowalności prawa Stokesa. Za pracę z tej dziedziny otrzymał habilitację w zakresie fizyki teoretycznej i doświadczalnej (1921). W latach 1922–1935 zajmował stanowisko profesora nadzwyczajnego fizyki teoretycznej Uniwersytetu Stefana Batorego w Wilnie. W sierpniu 1935 r. Weyssenhoff objął stanowisko profesora na Uniwersytecie Jagiellońskim, gdzie początkowo kontynuował rozpoczęte w Wilnie badania nad podstawami teorii względności. W 1937 r. przystąpił również do pracy nad własnościami relatywistycznych cząstek spinowych. Jako przewodniczący Oddziału Krakowskiego Polskiego Towarzystwa Fizycznego zorganizował pierwsze ogólnopolskie konwersatorium fizyki teoretycznej (20–22 marca 1939).
W czasie II wojny światowej Weyssenhoff znalazł się jesienią 1939 we Lwowie i tam w latach 1939–1941 wykładał fizykę doświadczalną na Politechnice Lwowskiej oraz nadal zajmował się teorią relatywistycznej cząstki spinowej. Do Krakowa wrócił w lecie 1941 r. wraz z nim przybył młody warszawski fizyk teoretyk Antoni Raabe, z którym parę tygodni później Weyssenhoff zorganizował tajne seminarium dotyczące zagadnień relatywistycznej cząstki spinowej, a następnie prac badawczych w zakresie teorii fluidu spinowego i cząstki spinowej. Po aresztowaniu i śmierci Raabego w obozie koncentracyjnym w Oświęcimiu prace zostały przerwane, a ich wyniki ukazały się w 1946 r., najpierw w formie komunikatów jako listy do „Nature” i „Acta Physica Polonica”.
W czasie okupacji Weyssenhoff brał udział w tajnym nauczaniu uniwersyteckim, wykładając na kompletach fizykę doświadczalną, egzaminując z fizyki teoretycznej przedwojennych studentów kończących konspiracyjnie studia i biorąc udział w komisjach egzaminów magisterskich i doktorskich.

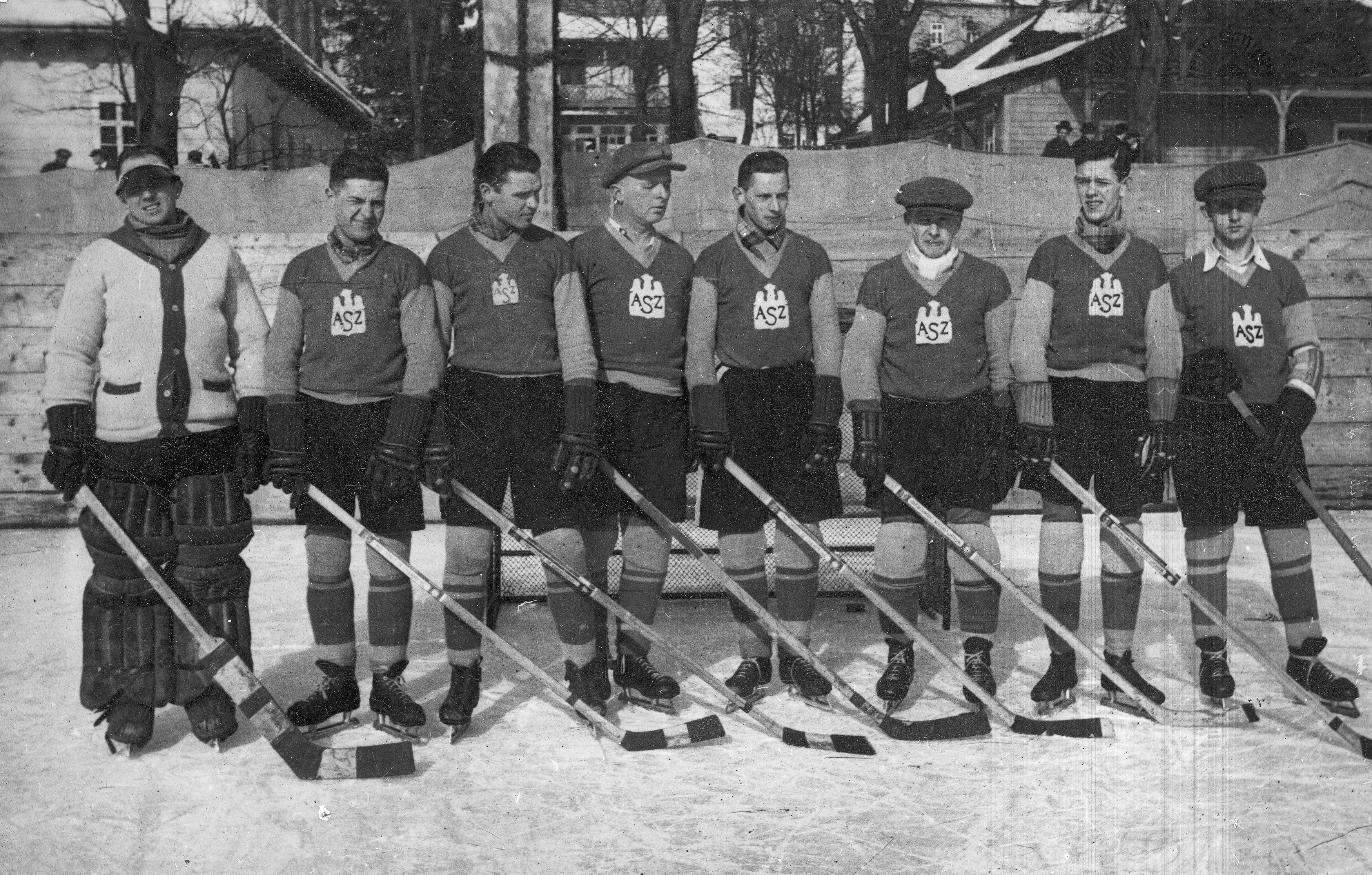
Drużyna hokejowa AZS Wilno, 4 od lewej Jan Weyssenhoff

Po wyzwoleniu Krakowa w styczniu 1945 r. Weyssenhoff aktywnie uczestniczył w odnowieniu krakowskiego ośrodka akademickiego oraz odbudowie i rozbudowie krakowskiej fizyki. W 1947 r. wznowił wydawanie czasopisma „Acta Physica Polonica”, którego redaktorem naczelnym pozostał aż do śmierci. W latach 1960–1972 był również redaktorem „Postępów Fizyki”. W 1947 r. zorganizował w Krakowie Międzynarodowy Zjazd Komisji Badań Promieni Kosmicznych pod patronatem Międzynarodowej Unii Fizyki Czystej i Stosowanej (International Union of Pure and Applied Physics – IUPAP), której był wiceprezesem. Konferencja zapoczątkowała trwający do dziś cykl wielkich międzynarodowych konferencji poświęconych promieniowaniu kosmicznemu (International Cosmic Ray Conference – ICRC), które odbywają się co dwa lata w różnych krajach.
Od marca do września 1948 r. Weyssenhoff przebywał w kierowanym przez Wolfganga Pauliego Instytucie Fizyki Teoretycznej Politechniki Zuryskiej. Pracował tam wspólnie z dawnym swoim studentem Jerzym Rayskim i grupą teoretyków skupionych wokół Pauliego, badających renormalizację i regularyzację w kwantowej teorii pól. Po 1951 r. Weyssenhoff poświęcił się poszukiwaniu teorii, która umożliwiałaby uzgodnienie teorii względności z mechaniką kwantową.

## Działalność sportowa

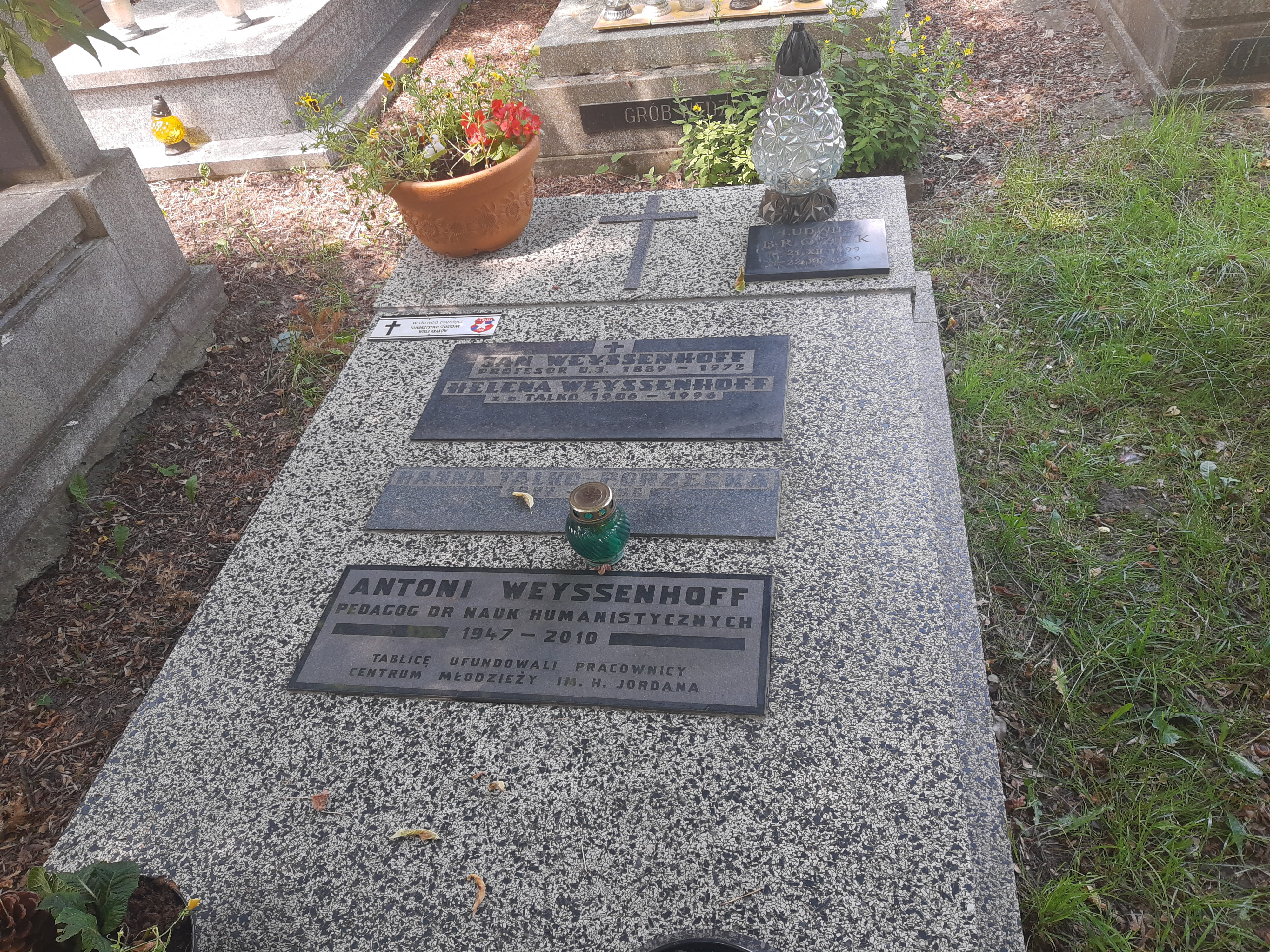
Grób Jana i Antoniego Weyssenhoffów na cmentarzu przy ul. Prandoty

Był zamiłowanym sportowcem. W młodości zajmował się grą w piłkę nożną i hokeja. Jeszcze pod koniec lat 20. w wieku niespełna 40 lat grał w barwach hokejowej drużyny AZS Wilno. Był działaczem i zawodnikiem klubów sportowych Cracovii i Wisły. Jako działacz krakowskiej Wisły był jednym z twórców PZPN. Współpracował z Józefem Lustgartenem z Cracovii na rzecz utrzymania poprawnych stosunków między oboma krakowskimi klubami (Wisłą i Cracovią) oraz układając skład kadry narodowej. W 1919 r. został pierwszym społecznym sekretarzem PZPN, w 1921 r. kierował polską drużyną narodową w meczu z Węgrami. W Wilnie, będąc czynnym zawodnikiem, działał równocześnie w tamtejszym oddziale AZS-u. Napisał pierwszy w Polsce podręcznik do gry w piłkę nożną, Sztuka gry w piłkę nożną. Przeniósł na grunt polski system gry (1+2+3+5) stworzony przez Williama Nevilla Cobbolda. Na początku 1927 r. został prezesem zarządu związkowym Związku Piłki Nożnej w Wilnie.
Po paromiesięcznej chorobie zmarł w Krakowie 11 sierpnia 1972 r. Został pochowany na Cmentarzu Rakowickim (część przy ul. Prandoty, kwatera PAS 101-grób 38).

## Ordery i odznaczenia
- Krzyż Oficerski Orderu Odrodzenia Polski (20 września 1951)[8]
- Złoty Krzyż Zasługi (19 marca 1931)[9]